# Хари и семейство Хендерсън
„Хари и семейство Хендерсън“ (на английски: Harry and the Hendersons) е американско фентъзи от 1987 г., режисиран и продуциран от Уилям Диър, с участието на Джон Литгоу, Мелинда Дилън, Дон Амичи, Дейвид Сушей, Маргарет Лангрик, Джошуа Рудой, Лейни Казан и Кевин Питър Хол.

## Актьорски състав
| Актьор           | Роля                       |
| ---------------- | -------------------------- |
| Джон Литгоу      | Джон Хендерсън             |
| Мелинда Дилън    | Нанси Хендерсън            |
| Маргарет Лангрик | Сара Хендерсън             |
| Джошуа Рудой     | Ърни Хендерсън             |
| Кевин Питър Хол  | Хари (изпълнител в костюм) |
| Рик Бейкър       | Хари (кукловод)            |
| Том Хестър       | Хари (кукловод)            |
| Тим Лорънс       | Хари (кукловод)            |
| Фред Нюман       | Хари (кукловод)            |
| Лейни Казан      | Ирен Мофат                 |
| Дон Амичи        | Доктор Уолъс Райтууд       |
| Дейвид Сушей     | Жак ЛаФлюр                 |
| М. Емет Уолш     | Джордж Хендерсън           |
| Уилям Онтиверос  | Сержант Манчини            |

## В България
В България филмът е излъчен на 24 юни 2006 г. по „Би Ти Ви“ с български дублаж за телевизията. Екипът се състои от:
| Озвучаващи артисти  | Десислава Знаменова Мариана Лечева Елена Бозова Цветан Ватев Димитър Иванчев Любомир Младенов |
| Преводач            | Кристин Балчева                                                                               |
| Тонрежисьор         | Галина Наумова                                                                                |
| Режисьор на дублажа | Албена Павлова                                                                                |

На 2 юни 2013 г. е излъчен и по „Кино Нова“ с втори български дублаж. Екипът се състои от:
| Озвучаващи артисти  | Христина Ибришимова Петя Миладинова Стефан Сърчаджиев-Съра Васил Бинев Силви Стоицов Александър Воронов |
| Преводач            | Саша Добрева                                                                                            |
| Тонрежисьор         | Цветомир Цветков                                                                                        |
| Режисьор на дублажа | Димитър Кръстев                                                                                         |